# Tetragoniomyces
Tetragoniomyces är ett släkte av svampar. Tetragoniomyces ingår i familjen Tetragoniomycetaceae, ordningen gelésvampar, klassen Tremellomycetes, divisionen basidiesvampar och riket svampar.
| Tetragoniomyces | \| \| Tetragoniomyces uliginosus \| \| \| \| |
|                 | \| \| Tetragoniomyces uliginosus \| \| \| \| |
|                 | Tetragoniomyces uliginosus                   |
|                 |                                              |

|  | Tetragoniomyces uliginosus |
|  |                            |